# Plješevica
Plješevica (v srbské cyrilici Пљешевица) je název pro horský masiv na západě Bosny a Hercegoviny a na východě Chorvatska (hraniční pohoří).
Je součástí tzv. Dinárských hor. Nejvyšším vrcholem je Ozeblin (1657 m n. m.), dalšími většími vrcholy jsou Gola Plješevica (1648 m n. m.) a Kremen (1591 m n. m.).
Pohoří se táhne přibližně severo-jižním směrem, na jeho východním úpatí se nachází město Bihać a bývalá letecká základna jugoslávského letectva, letiště Željava s podzemními hangáry zabudovanými do nitra hory. S výjimkou vrcholů je pohoří zalesněné. Na vrcholu Lička Plješivica (na chorvatské straně) se nachází televizní/radiový vysílač. Na vrcholu Gola Plješevica se nacházela jugoslávská radarová stanice Celopek.